# Unión Industrial Algodonera S.A.
Unión Industrial Algodonera S.A. (UIASA) era un conglomerado de empresas, un complejo grupo industrial de origen español, dedicada fundamentalmente a varias ramas industriales del algodón.

## Historia
La Unión Industrial Algodonera S.A. fue fundada el 7 de octubre de 1929 por un grupo de familias catalanas, en Barcelona, con un capital de 35 millones de pesetas.
Se constituyó "respondiendo a las tendencias modernas de concentración industrial". por un grupo de importantes fábricas de hilados de Cataluña, que, en junto, representan unos 125.000 husos, entre las cuales se encuentran firmas como: «Fábricas Rómulo Bosch, S. A.», «Iglesias y Suqué», «Modernas Hilanderías de Algodón», «Antonio Perearnau», «Agustín y Francisco Coma y Freixa», «José y Ramón Viktseca
Forcada» y «Cayetano Bori» constituyeron la empresa.
"La nueva Sociedad persigue una racionalización de nuestra industria de hilados, formando una potente unidad administrativa en que cada fábrica se especialice, de acuerdo con sus condiciones y con las necesidades del mercado, con la
consiguiente reducción en los gastos generales y en el coste de fabricación, y esto
no sólo con vistas a aumentar el consumo del mercado nacional, sino también buscando un mayor volumen de nuestras exportaciones.".
El procedimiento mercantil que se siguió fue el de aportación a la nueva empresa de los activos respectivos de aquellas empresas (fábricas, saltos de agua, instalaciones, maquinaria, etc.).

## Emisión de Obligaciones
Con el fin de arbitrar fondos para su movimiento comercial, la «Unión Industrial Algodonera, S. A.», creó, mediante escritura otorgada el 24 de octubre de 1929, 30.000 obligaciones,
al 6 % de interés anual, "libre de todo impuesto creado hasta la fecha, pagadero por cupones trimestrales". Estas obligaciones serán amortizadas a la par en 28 años, por sorteos
anuales a contar desde 1932.
La empresa continuó creciendo, ampliando sus ventas al sector del textil. La dirección hizo crecer la empresa a base de comprar varias compañías pequeñas del sector. 
La capilla de San Salvador de Còdol fue edificado a finales del siglo XIX. Era propietad de la sociedad Bosch Hermanos, Llusá i Cia.. Dado que con la Guerra Civil fue incendiada y sufrió grandes desperfectos, la Unión Industrial Algodonera S.A., con el vistobueno del Obispado, se encargó de su reconstrucción.
En 1934 el grupo estaba pasando por malos momentos. El Instituto contra el Paro Forzoso de la Generalitat le concedió préstamos por valor de cuatro millones de pesetas, fijando un interés del 6% y 10 años para devolverlos. A cambio, se ponía como aval la magnífica colección de arte, formada por más de 2.000 piezas (pinturas, antigüedades y material arqueológico), que había sido propiedad de Rómulo Bosch Catarineu, valorada en cuatro millones.
El grupo fue comprada en 1944 por Julio Muñoz Ramonet, quien pasó a ser el presidente del Consejo de Administración. Este empresario había amasado una enorme fortuna con sus negocios algodoneros e inmobiliarios en la Barcelona de los años 40. Dirigía un entramado de más de 30 empresas pantalla que le permitían ocultar sus bienes, que pasaban de una empresa a otra.
La empresa fue absorbida por Unión Industrial Textil, S.A.

## Polémicas
Muñoz Ramonet, en realidad, no adquirió la colección de arte cuando compró Unión Industrial Algodonera en 1944, sino que la adquirió seis años después, en 1950, con el dinero obtenido del Ayuntamiento de Barcelona, en una jugada a tres bandas en la que también participó la Diputación de Barcelona, heredera de la Generalitat, después de darle la vuelta a una situación en la Muñoz pasó de deudor a acreedor. Muñoz no pagó nada por las obras de arte.
La compra la desencadenó la reclamación, en 1945, de la Diputación Provincial de Barcelona, heredera de la Generalitat tras la Guerra Civil, del descubierto de 6,3 millones de pesetas acumulado por los impagos de Unión Industrial Algodonera.
En 1946, Muñoz Ramonet, en nombre del Grupo, asegura que el préstamo y los intereses no se habían podido devolver “por la desaparición de la entidad acreedora”. Además, reclamaba una compensación por el uso indebido: la exposición en el Museo de Arte de Cataluña de parte de la colección y la pérdida de algunas obras durante la Guerra Civil. En 1946 se dicta sentencia condenatoria. A finales de 1949, tras valorar las obras perdidas y el uso que se les había dado en 3,1 millones de pesetas, se estableció que la Unión Industrial Algodonera tenía que abonar la diferencia con los 6,3 millones que se debían: 3,2 millones. Por tanto, después de 15 años, el conglomerado industrial devolvía el crédito, pero se ahorraba más de 700.000 pesetas. Muñoz Ramonet designó a la ciudad de Barcelona heredera de su colección.